# جيمي مولين
جيمي مولين (بالإنجليزية: Jimmy Mullen)‏ مواليد 6 يناير 1923 في نيوكاسل أبون تاين - الوفاة 23 أكتوبر 1987 في ولفرهامبتن، كان لاعب كرة قدم إنجليزي كان يلعب كمهاجم. سبق له أن لعب في كأس العالم لكرة القدم مع منتخب بلاده.

## المسيرة الاحترافية

### أندية لعب لها
- وولفرهامبتون واندررز

## وصلات خارجية
- جيمي مولين على موقع الاتحاد الدولي (مؤرشف)  (الإنجليزية)
- جيمي مولين على موقع قاعدة بيانات كرة القدم.إي يو (الإنجليزية)
- جيمي مولين على موقع ناشيونال فوتبول تيمز (الإنجليزية)
- جيمي مولين على موقع Soccerway.com (الإنجليزية)
- جيمي مولين على موقع عالم كرة القدم.نت (الإنجليزية)

- الموقع الرسمي